# Fredrik Friblick
Fredrik Lennarth Friblick, född Olsson 25 mars 1969 i Husie församling i Malmö, är en svensk ingenjör och företagare.
Friblick, som är civilingenjör, är anställd som universitetsadjunkt vid Lunds tekniska högskola. 2001 grundade han konsultbolaget Prolog, där han är verkställande direktör. Prolog är specialiserat inom affärsutveckling för samhällsbyggande.
Friblick är sedan 2000 fast krönikör i tidningen Byggindustrin. Han har fått flera utmärkelse, såsom Priset för framgångsrika ledare från Centrum för Management i Byggsektorn (CMB) på Chalmers 2006 och Lunds universitets pedagogiska pris 2006. Under en period från 2005 var han jurymedlem för Stora Samhällsbyggarpriset.
Friblick är sedan 2001 gift med Lena Friblick.